# Toritto
Toritto ist eine südostitalienische Gemeinde (comune) mit 8000 Einwohnern (Stand 31. Dezember 2023) in der Metropolitanstadt Bari in Apulien. Die Gemeinde liegt etwa 21 Kilometer südwestlich von Bari in der Murgia. Ein Teil der Gemeinde gehört dementsprechend auch zu dem seit 2004 bestehenden Parco nazionale dell'Alta Murgia.

## Geschichte
Vermutlich bereits in den Zeiten der hellenischen Kolonisation besiedelt, zeugt das erste Dokument von der Existenz Torittos im Jahre 1069.

## Wirtschaft und Verkehr
Die Gegend ist agrikulturell geprägt. Insbesondere Mandeln und Oliven werden hier angebaut. Durch die Gemeinde führt die frühere Strada Statale 96 Barese, die heute zur Provinzstraße herabgestuft ist. In der Gemeinde besteht ferner ein Bahnhof an der nichtelektrifizierten Schmalspur-Strecke (950 mm) von Bari über Matera nach Montalbano Jonico.

## Belege
1. ↑  Bilancio demografico e popolazione residente per sesso al 31 dicembre 2023. ISTAT. (Bevölkerungsstatistiken des Istituto Nazionale di Statistica, Stand 31. Dezember 2023).